# يينوتاييفكا (مقاطعة أستراخان)
يينوتاييفكا (بالروسية: Енотаевка) هي مدينة في مقاطعة أستراخان أوبلاست في روسيا. يبلغ عدد سكانها حوالي 7903 نسمة.

## أعلام
- إيفان إيفانوفيتش خمنتسر